# 吉良りん
吉良 りん（きら りん、1998年3月20日 - ）は、日本の元AV女優。LIGHTに所属していた。

## 略歴
2019年10月、エスワン専属女優としてAVデビュー。
2020年6月、エスワン専属を離れ企画単体女優となる。
2021年5月まで「X CITY」のプロフィール記事で生年月日表記が2011年生まれとなっており、Twitter等で話題となる。担当者の入力間違いであったが、これをきっかけとして同年6月にお詫びを兼ねたインタビュー企画が実現した。修正された生年月日表記では2001年2月14日となっている。
現在は引退済み。

## 人物
埼玉県出身。趣味は猫と戯れること。
AV出演の動機は、性に対する好奇心から、本当に気持ちが良いのかな？と不思議に思って体験したいと思ったから。
目標とする女優は吉沢明歩と橋本ありな。
「吉良りん」という名前はエスワンの広報こりんが命名。
スレンダー系女優であり、スポーツニッポン記事では「壊れんばかりの華奢なボディー」、「はかなげなルックス」と記述された。
靴のサイズは21センチ。

## 出演作品

### アダルトDVD

#### S1 NO.1 STYLE 専属期間
| 発売日  | タイトル                                                                                              | 規格品番 | 規格品番  | 備考       |        |
| 発売日  | タイトル                                                                                              | DVD      | BD        | 備考       |        |
| 2019年  | 2019年                                                                                                | 2019年   | 2019年    | 2019年     | 2019年 |
| ------- | --- | -------- | --------- | ---------- | ------ |
| 10月7日 | 新人NO.1STYLE 吉良りん18才AVデビュー                                                                  | SSNI-588 | 9SSNI-588 |            |        |
| 11月7日 | 18歳 ダイアモンド級の原石美少女 吉良りん めちゃイキ連発! 初潮吹き! 初体験3本番スペシャル              | SSNI-615 |           |            |        |
| 12月7日 | 交わる体液、濃密セックス 完全ノーカットスペシャル                                                     | SSNI-640 |           |            |        |
| 2020年  | |          |           |            |        |
| 1月7日  | 激イキ131回!痙攣5200回!イキ潮2300cc! ミニマム細腰くびれBODY エロス覚醒 はじめての大・痙・攣スペシャル | SSNI-669 |           |            |        |
| 2月7日  | オヤジと汗まみれでねっちょり絡みあう 汗・潮・マン汁だらだら垂れ流し密着性交                           | SSNI-698 |           |            |        |
| 3月7日  | 女子生徒淫湿調教レ●プ 制服マニアの中年男たちにひたすら犯され続けて…                                   | SSNI-725 |           |            |        |
| 4月7日  | 失禁・潮吹き・ハメ潮スプラッシュ 激イキし過ぎておしっこ解禁 人生初!大大大洪水オーガズム               | SSNI-750 |           |            |        |
| 5月7日  | 華奢で真面目な彼女が巨漢先輩の馬乗りプレスで寝取られ快楽堕ち                                          | SSNI-776 |           |            |        |
| 6月7日  | 陸上マニアに狙われて… 粘着ストーカーの猟奇的な盗撮映像を晒された制服少女                              | SSNI-798 |           |            |        |
| 8月7日  | 吉良りん エスワン卒業SP 全9タイトル39コーナー完全コンプリートメモリアルBOX12時間                      | OFJE-262 | 9OFJE-262 | 単体ベスト |        |

#### 企画単体期間
| 発売日   | タイトル | 規格品番  | 規格品番  | メーカー                             | 備考           |
| 発売日   | タイトル | DVD       | BD        | メーカー                             | 備考           |
| 2020年   | 2020年 | 2020年    | 2020年    | 2020年                               | 2020年         |
| -------- | --- | --------- | --------- | ------------------------------------ | -------------- |
| 7月13日  | 解禁 ミニマム極細S級クビレ美少女 生まれて初めての中出し性交 吉良りん | MIAA-292  |           | MOODYZ                               |                |
| 7月13日  | デビューして半年 感度200%UP（当社比） 吉良りん | SQTE-312  |           | S-Cute                               |                |
| 7月24日  | 陽気なSEX大好き娘ゲンセキ | GEKI-013  |           | クリスタル映像 / GENSEKI             |                |
| 7月25日  | ゆきずりの温泉不倫 〜貴方が見てくれないから…私、他の男に抱かれました。〜 吉良りん | JUL-283   |           | マドンナ                             |                |
| 7月25日  | ゲリラ豪雨に晒されて… 取り残された校舎で片思いの先生と性欲が尽きるまでハメまくった禁断の一夜 吉良りん | CAWD-104  |           | kawaii*                              |                |
| 8月1日   | 小悪魔挑発美少女 吉良りん | MMUS-043  |           | MARRION / MCP                        |                |
| 8月7日   | 完全プライベート映像 148cmミニマムS級元気娘 吉良りんと初めての二人きりお泊まり | PKPD-105  |           | パコパコ団とゆかいな仲間たち/ 妄想族 |                |
| 8月19日  | ずっと好きだった幼馴染と親友の情事を目撃! 嫉妬に狂ってクズ化した俺はアイツが入院してる数日間、欲求不満の彼女が堕ちるまでピストンし続けた! 吉良りん                                                                                       | MVSD-435  |           | エムズビデオグループ                 |                |
| 8月25日  | 中出しOK絶品美女にしっとり痴女られる囁き回春エステ 吉良りん | CJOD-252  | 9CJOD-252 | 痴女ヘブン                           |                |
| 8月27日  | 完ナマSTYLE@りん ＃148cmミニマム娘 | KNAM-021  |           | First Star / 完ナマSTYLE             |                |
| 9月7日   | アナタの上司に何度も何度も中出しされたワタシは妊娠したかもしれません… 吉良りん | PRED-255  |           | PREMIUM                              |                |
| 9月11日  | 終電を逃し家に泊めてあげたら普段は真面目な部下が就業中の姿からは全く想像もできないビッチな姿を見せつけてきた… | EKDV-643  |           | クリスタル映像 / e-kiss              |                |
| 9月13日  | 光沢パンスト 5COSPLAYフェティシュ 吉良りん | MIBM-003  |           | ミル                                 |                |
| 9月24日  | 患者の手を離さない密着騎乗位セックス治療 密着取材3日間 性交クリニック 看護師' 吉良りん | SDDE-632  |           | SODクリエイト                        |                |
| 10月1日  | 僕を助けてくれる幼なじみがいじめっこに犯されているのを見て勃起した 吉良りん | MIAA-319  |           | MOODYZ                               |                |
| 10月2日  | 久しぶりに会った姪っ子は痴女っ子!? 周りにいる家族にバレないように突然の小悪魔ベロチュー! さらに抱っこSEXまで迫られ我慢できず何度も膣射!!!                                                                                                | DOCP-251  |           | DOC                                  |                |
| 10月25日 | 旅行先で彼女と彼女の親友と川の字相部屋… 彼女とのイチャイチャに興奮した彼女の親友に誘惑されて朝まで中出しセックスしまくった 吉良りん | HND-902   |           | 本中                                 |                |
| 10月25日 | 令嬢調教 懐妊までの地獄の30日間 | APNS-210  |           | オーロラプロジェクト                 |                |
| 10月25日 | 素人男子参加型ナンパ検証企画!! みんなでヤレば怖くない イケメンナンパ師と一緒に神カワ美少女をナンパしてラブホテルで中出ししまくり!! | NNPJ-409  |           | ナンパJAPAN                          |                |
| 11月12日 | 女子校生中出し20連発 吉良りん | IESP-671  |           | アイエナジー                         |                |
| 11月13日 | 陸上少女が強化合宿中に鬼畜コーチに媚薬を盛られてキメセク大絶頂 吉良りん | MIAA-345  |           | MOODYZ                               |                |
| 11月13日 | 大乱交本番5発中出し ノンストップ潮吹きイカセ激ピストンSEX 吉良りん | MKMP-365  |           | million                              |                |
| 11月25日 | 排卵日にムラムラ 誘惑パンチラ淫語で何度も中出し求める女上司 吉良りん | CJOD-268  |           | 痴女ヘブン                           |                |
| 11月25日 | 早漏彼氏に悩むクラスメイトを強制レイプしたら5分後にアヘりだして、そのまま抜かずの孕ませホールドに変わった。 吉良りん | HND-915   |           | 本中                                 |                |
| 11月25日 | 無防備におま○こチラ見せしてくる姪っ子と、ねっとりドロドロになるまでハメ過ごした夏の記録 | HOMA-097  |           | h.m.p DORAMA                         |                |
| 12月4日  | WATER POLE ～道～ 吉良りん 旬の女優が全てを曝け出し、極限のエロスを魅せる! | WPS-001   |           | プレステージ                         |                |
| 12月7日  | ストーカー被害にあってる幼馴染に下校中のボディーガードを頼まれた | MKON-041  |           | かぐや姫Pt/妄想族                    |                |
| 12月24日 | 地下アイドル吉良りんの神推しヲタがイベントに通い続けて奇跡の筆下ろしSEXできるまでの記録ビデオ | MILK-097  |           | MILK                                 |                |
| 12月25日 | Wレズ解禁 心が満たされたくて… 涙を流すほどハートで繋がる感情スパーク濃密レズ性交 樋口みつは 吉良りん | CAWD-158  | 9CAWD-158 | kawaii*                              |                |
| 2021年   | |           |           |                                      |                |
| 1月1日   | 美大生の美乳スレンダー娘 お父さんにヌードモデルをお願いしたら興奮して中出しされました。吉良りん | NACR-388  |           | プラネットプラス / 七狗留            |                |
| 1月1日   | 人妻の浮気心 吉良りん | SOAV-072  |           | 人妻援護会/エマニエル                |                |
| 1月7日   | ノーブラノーパンで挑発してくるスケベ奥さんが隣に引っ越してきた! 吉良りん | GVH--174  |           | グローリークエスト                   |                |
| 1月8日   | ボーイッシュ痴漢 何度イっても強がるクール女子を屈服するまでメスイキさせろ | NHDTB-477 |           | ナチュラルハイ                       |                |
| 2月1日   | 突然の大雨で帰宅難民になった彼女の妹と朝まで… | MIAA-384  |           | MOODYZ                               |                |
| 2月7日   | りんは何も悪くないのになぜレイプされてしまうんだ | SHKD-927  |           | アタッカーズ                         |                |
| 3月1日   | 完全主観で楽しむ吉良りんとの新婚生活 | EMOT-015  |           | プラネットプラス / エモーション      |                |
| 3月13日  | 挑発パンチラ美少女ハーレム3 エロ盛り娘に囲まれチ○ポバカになるまでイカされる 樋口みつは 吉良りん 向井藍 | MIRD-211  |           | MOODYZ                               |                |
| 3月25日  | 催淫洗脳された美人妻は嫌がりながらも淫乱ビッチになっていた 大槻ひびき 吉良りん | DASD-834  |           | ダスッ!                              |                |
| 4月1日   | 義父と嫁、密着中出し交尾 吉良りん | GVH-213   |           | グローリークエスト                   |                |
| 4月7日   | 私がするから妹には手を出さないで! 吉良りん 枢木あおい | SHKD-940  |           | アタッカーズ                         |                |
| 4月8日   | 「変態! スケベ! バカ! …でも好きだよバカ。」 僕を嫌っていた年下の幼馴染みをセクハラ教師から救ったことで、ツンデレ娘からデレデレ完堕ち娘になるまでのアオハルものがたり。                                                                   | SW-768    |           | SWITCH                               |                |
| 4月13日  | 今、失踪した愛しき婚約者の輪姦レイプ映像がDVDで送りつけられて来た… 吉良りん | APNS-236  |           | オーロラ・プロジェクト               |                |
| 4月15日  | 「ね～、暇だからハメていい?」 性欲が凄すぎて彼氏がゲームに夢中でも勝手にセックスおっぱじめて満足したら射精もさせちゃう小悪魔彼女 | OVG-169   |           | グローリークエスト                   | オムニバス作品 |
| 4月19日  | 小悪魔すぎる巨乳妹と狭い湯船で混浴風呂。成長しすぎたおっぱいを押し付けられ勃起した僕に妹は何度も中出しを懇願してきた三泊四日間。吉良りん                                                                                                 | ROYD-049  |           | ROYAL                                |                |
| 5月1日   | 図書委員で根暗のボクにだけ優しくしてくれるショートカット美乳女子を隠し撮り。授業中もずっと種付け交尾してヤリまくった一部始終 | CLUB-639  |           | 変態紳士倶楽部                       |                |
| 5月7日   | 夫の目の前で犯されて― 先輩との再会 | ADN-311   |           | アタッカーズ                         |                |
| 5月7日   | レズビアンに囚われた女潜入捜査官 スピンオフ作品 制服潜入捜査官 ～パパ活の裏側を暴く正義のレズビアン～ 吉良りん 仲沢ももか 川上ゆう | BBAN-323  |           | ビビアン                             |                |
| 5月7日   | 家族ドライブ中の人妻さんを公園の便所に連れ込んでヤる!! 6 トイレNTR | NKKD-205  |           | JET映像                              |                |
| 5月13日  | 美人母娘、イタダキマス。数十年前に孕ませた女とその娘に会いに来ました。吉良りん 倉多まお | DASD-861  |           | ダスッ!                              |                |
| 5月25日  | 涙のノンストップ激イカせSEX 7 | CEMD-013  |           | セレブの友                           |                |
| 6月17日  | 不良生徒の巣に堕ちた美人教師 吉良りん | GVH-250   |           | グローリークエスト                   |                |
| 6月19日  | 奥様は、ちくび魔女 妻がボクに内緒で人気ちくび責めフードルになっていた! 吉良りん | DDHZ-010  |           | ドグマ                               |                |
| 6月19日  | 恥ずかしいけど感じちゃうアソコを見せあう2人の対面相互愛撫 | ARM-989   |           | アロマ企画                           | オムニバス作品 |
| 6月25日  | 乳首とチ○ポを同時にこねくり犯●れ何度も射精される僕 久留木玲 吉良りん | CJOD-301  |           | 痴女ヘブン                           |                |
| 7月1日   | 孕ませ懇願しがみつき中出しSEX | OVG-175   |           | グローリークエスト                   | オムニバス作品 |
| 7月7日   | エロ尻アナル見せ騎乗位 | ARM-994   |           | アロマ企画                           | オムニバス作品 |
| 7月8日   | 淫らなメス犬のような私を、あなたは知らない 吉良りん | MOM-33    |           | センタービレッジ / 桃色吐息          |                |
| 7月13日  | 新放課後美少女回春リフレクソロジーSpecial Vol.002 吉良りん | MDTM-735  |           | 宇宙企画                             |                |
| 7月13日  | 【完全主観】即尺即ハメOK美少女メイドと排卵日子作りエッチしよっ Vol.001 | BAZX-296  |           | BAZOOKA                              | オムニバス作品 |
| 7月13日  | 無垢なロリっ子痴女に翻弄される僕。 | ARM-995   |           | アロマ企画                           | オムニバス作品 |
| 7月25日  | 働く妻 出張先で犯せれた 吉良りん | NSFS-011  |           | ながえSTYLE                          |                |
| 8月6日   | 学校の先生の事が大好きすぎる制服美少女のピュアな片思い。全てを捨てて一緒になりたいと願う女の子の純愛物語。吉良りん | ONEZ-297  |           | ONE MORE                             |                |
| 8月12日  | 朝日奈かれん レズ解禁 ～従妹に恋した私～ 朝日奈かれん 吉良りん | IESP-684  |           | アイエナジー                         |                |
| 8月13日  | 可愛すぎる会社の部下と相部屋ホテルでひたすら朝まで不倫SEXに明け暮れた飲み会終わりの一夜。吉良りん | MDTM-737  |           | 宇宙企画                             |                |
| 8月13日  | 吉良りん × メガネ女子 さまざまなシチュエーションで魅せるエロメガネ着用SEX! メガネの奥はいつもよりイヤらしいメスの顔! | CEAD-355  |           | セレブの友                           |                |
| 8月13日  | ミルシルバー パンストアメイジング | KDMI-038  |           | ミル                                 | オムニバス作品 |
| 8月15日  | 人妻かたりかけ! 膣クリ刺激アクメ愛液ねちょねちょ超絶オナニー | WA-462    |           | LOTUS                                | オムニバス作品 |
| 8月19日  | 【完全主観】天使のように優しい保育士さんは童貞くんに授乳手コキで母性覚醒!! グチョ濡れマ●コで素股プレイ中にヌルっと生挿入! 恥じらい筆下ろしSEX 保育業界で働く女性はエッチだった件! SP                                                     | ZOCM-003  |           | ゾクゾク娘/妄想族                    | オムニバス作品 |
| 8月25日  | 馬乗りフェラ顔射 | AGMX-087  |           | SEX Agent/妄想族                     | オムニバス作品 |
| 8月26日  | むちむちデカ尻 神ブルマ 吉良りん ロリ美少女やぽっちゃり娘にピチピチブルマ & 体操着を着せ、ハミパン、ムレムレワレメを毛穴まで見えるほどの超ドアップ接写! さらに尻コキ、着衣お漏らし放尿やブルマぶっかけ等ブルマ好きに送る完全着衣フェチAV | OKB-118   |           | 親父の個撮                           |                |
| 8月26日  | 女のイキツボ直撃レズエステ 2 乳首いじりとこねくり責めで拒絶しながらも絶頂をくり返す未開発のカラダ | NHDTB-567 |           | ナチュラルハイ                       |                |
| 9月2日   | おしっこ114連発 98人 | OVG-181   |           | グローリークエスト                   | オムニバス作品 |
| 9月7日   | 1K部屋呑みドキュメント 人気のミニマムえちえちガール 吉良りんとお部屋で1日ハメハメしてみた | PKPR-002  |           | パコパコ団とゆかいな仲間たち/妄想族  |                |
| 9月14日  | 私は快楽狂いのド淫乱オナニスト20 吉良りん | CEAD-361  |           | セレブの友                           |                |
| 9月21日  | 就活女子大生セクハラ面接の実態! 「内定の為なら… 私なんでもします」ブラック企業によるパワハラ行為の一部始終大公開! 恥じらいAV出演 なんでも従順いいなり社畜娘に教育しちゃいます SP                                                         | ZOCM-007  |           | ゾクゾク娘/妄想族                    | オムニバス作品 |
| 10月7日  | 露出・輪姦・ぶっかけ願望に憑りつかれた女 吉良りん | GVH-297   |           | グローリークエスト                   |                |
| 10月12   | 中出し! いいなりご奉仕メイド 吉良りん ～特濃ザーメンをマ○コで受け取る奉仕に激しく感じる身体! | CEMD-066  |           | セレブの友                           |                |
| 10月12   | 『私たちだって遊んだ思い出が欲しい』 お酒飲んでハメを外してエロくなった2人の地味系真面目幼馴染にダブル杭打ちピストンされて勃起しなくなるまでエッチしまくり!                                                                              | HUNTB-119 |           | Hunter                               |                |
| 10月12   | 美脚ルーズソックスGAL制服美少女 Vol.004 | BAZX-309  |           | BAZOOKA                              | オムニバス作品 |
| 10月19日 | 吉良りん 8時間BEST | MIZD-251  |           | MOODYZ                               | 単体ベスト     |
| 10月19日 | 素人なのにディルドオナニーで激しく感じちゃう一般人娘 8 | KAGP-199  |           | かぐや姫Pt/妄想族                    | オムニバス作品 |
| 11月9日  | 吉良りんを本気で酔わせてみる1日呑んだくれAVドキュメント! | CEMD-077  |           | セレブの友                           |                |
| 11月9日  | セーラー服美少女と完全主観従順性交 Vol.007 | BAZX-314  |           | BAZOOKA                              | オムニバス作品 |
| 12月7日  | 乳首舐めベロちゅう手コキ | OVG-187   |           | グローリークエスト                   | オムニバス作品 |
| 12月7日  | ゾウさんパンツでフェラ10人 ブリーフの先っちょからチ●ポを引っ張り出して喉奥でグポグポする気持ちいいフェラチオ 5 | KAGP-205  |           | かぐや姫Pt/妄想族                    | オムニバス作品 |
| 12月10日 | 近親素股プレイでハプニング!! 妹とセックスの練習中に間違ってヌルンと挿入!! 5 | UMD-805   |           | LEO                                  | オムニバス作品 |
| 2022年   | |           |           |                                      |                |
| 3月8日   | ケツ穴のシワまで丸見えにして、アナタだけに見せつけるオナニーで激イキする15人の女たち! | CEAD-397  |           | セレブの友                           | オムニバス作品 |
| 4月12日  | こんな私で「ごめんなさい」オナニー全員集合! 2 | CEAD-400  |           | セレブの友                           | オムニバス作品 |
| 7月1日   | いちゃはこっ! エロカワ★24H営業中! 川菜美鈴 & 性格SSSミニマム★アイドル 吉良りん | ICHK-009  |           | いちゃはこ!                          | オムニバス作品 |
| 7月12日  | 神アプリで知り合ったエロカワ現役女子大生に生中出し 08 | MDTE-033  |           | 宇宙企画                             | オムニバス作品 |
| 11月22日 | 「同級生に会いに行ってくる…。」と家を出た妻が帰ってきません。 勝負下着のTバックを履いていとも簡単に浮気する美人妻275分10発射!! | KBTK-002  |           | 東京恋人                             | オムニバス作品 |
| 2023年   | |           |           |                                      |                |
| 5月9日   | 会社に内緒でランチタイムに援●SEXで金を稼ぐ美人OLに生中出し 08 | BAZE-016  |           | BAZOOKA                              | オムニバス作品 |
| 2024年   | |           |           |                                      |                |
| 11月26日 | カメラの前でおしっこする女 5 | OVG-213   |           | グローリークエスト                   | オムニバス作品 |

### アダルトVR
| 発売日   | タイトル | 品番         | メーカー       | 備考           |
| 2020年   | 2020年 | 2020年       | 2020年         | 2020年         |
| -------- | --- | ------------ | -------------- | -------------- |
| 4月25日  | 彼女の妹のどストライクはまさかの僕!? 彼女の目を盗んで僕をこっそり大胆誘惑VR | SIVR-077     | S1 NO.1 STYLE  |                |
| 7月22日  | 「だまって優しくキスしたら…元気でますか?」 ちょっと不器用でボーイッシュな彼女はあなたの事が大好きでたまらない健気でかわいい後輩ちゃん!                                                                                             | CRVR-00199   | CRYSTAL VR     |                |
| 7月27日  | 物心ついたときから大好きだった幼馴染が結婚… 自暴自棄になり女子更衣室を盗撮するもバレて年下女子に説教… 「いい歳して情けないよぉ。人生いいこともあるよ?」 同情慰め淫語で天使二人に童貞卒業させてもらった人生好転VR 吉良りん 日泉舞香 | KAVR-086     | kawaii*        |                |
| 8月12日  | 吉良りんVR中出し解禁! ごっくん1発! 中出し受精3発! 大好きな新妻と結婚式を終えたアナタは新婚旅行へ! 騎乗位・正常位極みetc.いちゃラブ満載の子作りSEXやりまくり!                                                                       | PRVR-021     | PREMIUM        |                |
| 8月19日  | 限りなく近い呼吸に触れる日々 感覚がウットリ射精する幸せ性交 | KBVR-00046   | KMPVR-彩-      |                |
| 8月26日  | 吉良りんと新婚生活スタート! いつでもどこでもSEXしちゃうイチャラブ同棲VR!! | MDVR-103     | MOODYZ         |                |
| 9月7日   | 同棲中、23時。彼女とチルにセックス。 | DSVR-00710   | SODクリエイト  |                |
| 9月14日  | 灼熱汗だくカーセックスVR 駐車場で生着替え誘惑されて、無茶苦茶に馬乗り騎乗位で痴女られまくる!! 女子大生 まゆ | DSVR-00745   | SODクリエイト  |                |
| 9月30日  | 初めて彼女が出来た童貞の僕に恥をかかせまいと、何度もえっちな練習相手になってくれる恋する幼なじみ | CBIKMV-00079 | KMPVR-bibi-    |                |
| 10月3日  | 女子校生の口移しVR | VRKM-00015   | KMPVR          | オムニバス作品 |
| 10月19日 | シミパン観察 VR | VRKM-00026   | KMPVR          | オムニバス作品 |
| 11月6日  | 初めてデリヘルで逆3Pコースを頼んだら、新人かわいこちゃん2人がやってきた!! ルールをよくわかっていないようで、禁止のはずの中出しもOK! いちゃいちゃナマ本番逆3P 久留木玲 吉良りん                                                     | HNVR-035     | 本中           |                |
| 11月10日 | 同棲を始めた家にエロい淫語霊が住んでいたら…! 可愛い彼女が目の前にいるのに常に両耳に囁いてくる誘惑＆耳舐め音! 視覚と聴覚が最強にエロ過ぎて浮気気分のドキドキ暴発射精!                                                               | PRVR-026     | PREMIUM        |                |
| 12月18日 | 座位アングルだけにこだわったVR誕生! トイレで! ソファで! ベッドで! 座りながらシコるアナタにガン見&密着プレイで奉仕する美少女! 手コキ・フェラ・中出しで悶絶せよ!                                                                     | PRVR-030     | PREMIUM        |                |
| 2021年   | |              |                |                |
| 1月22日  | 小悪魔ちび痴女に支配される…射精管理・逆アナル・ちんぐり騎乗・男潮 ろりとろM性感 | NHVR-00114   | ナチュラルハイ |                |
| 5月7日   | 反抗期まっさかりの妹のオナニーを目撃! 弱みを握った兄のボクはキモがられながらも脅迫セックス! | CACA-00255   | CASANOVA       |                |
| 5月14日  | ボクだけの自堕落メイド ～性的奉仕でチンポを骨抜きにして すぐに仕事をサボろうとする～ | CAPI-00153   | CASANOVA       |                |
| 8月4日   | 僕専用! 超絶景☆絶対領域☆VR 【ニーハイ】【パンチラ】【ささやき淫語】無邪気に美脚を見せつけ誘惑! 理性崩壊! 僕を好き過ぎる‘妹’と禁断エッチッチ 吉良りん                                                                               | KAVR-176     | kawaii*        |                |

### アダルト配信
| 発売日   | タイトル | 品番      | メーカー               | 備考           |
| 2020年   | 2020年 | 2020年    | 2020年                 | 2020年         |
| -------- | --- | --------- | ---------------------- | -------------- |
| 8月4日   | 【絶対的逸材】22歳【1000%美少女】りんちゃん参上! 可愛い過ぎる彼女の応募理由は『メロメロなエッチに憧れて♪』 お金無し! 彼氏無し! こんな可愛い子がAVに出るなんて奇跡! 【顔.スタイル.性格】全てが良い滅多にお目に掛かれない国民的美少女の失神寸前SEX絶対に見逃すな! | ARA-450   | ARA                    |                |
| 8月11日  | マジ軟派、初撮。1518 りん 19歳 学生 秋葉原で出会ったボーイッシュガールを、娯楽用品の市場調査(ってテイ)でホテルへ連れ込みハメ倒す! 怪しいと思いつつガードゆるゆるな彼女が、ひとたび膣へディルドーを挿れられた瞬間! トロンと蕩けた表情を浮かべながら、快感にヨガり狂うメスへと豹変する!? | GANA-2326 | ナンパTV               |                |
| 8月18日  | ミニマム美少女…ひと皮むけば性欲モンスター!! ガチ彼女だからできるご奉仕フェラでイチャイチャ濃厚ラブSEX!! 変態プレイで育んだ愛の行き着く先は… 公開SEX!! カメラ無視して生チン激ピストンでミニマムボディ痙攣連続昇天!! / AV男優の電話帳 No.038 りん 20歳 / 148cmの性欲リトルモンスターの男優のガチ彼女 | NTK-417   | プレステージプレミアム |                |
| 8月22日  | ダイヤモンド級の絶対的美少女! 細いのに出るとこ出てる激エロSTYLE! 多人数チンポを自ら懇願! 扉を開けば、肉棒の嵐!! 華奢な女体が男のオモチャにされまくる! 全員中出し! 怒涛の6本番! 今日が彼女にとってファースト乱交アニバーサリー!! ＜エロい娘限定ヤリマン数珠つなぎ!! ～あなたよりエロい女性を紹介してください～ 68発目＞ さやか 18歳 ピチピチビッチ                                                                           | MAAN-570  | プレステージプレミアム |                |
| 8月25日  | 身長146cmのミニマム天使!! 初めてのパパ活!! 初めての潮吹き!! 初モノ尽くしのロリ美少女!! 敏感乳首!! 他人棒で連続潮吹きアクメ!! 無許可で濃厚ザーメン中出し!! / パパ活成敗 十二人目 りん 20歳 / 同級生の彼氏との沖縄旅行の為にパパ活する健気なロリ美少女 | NTK-421   | プレステージプレミアム |                |
| 9月14日  | 【傷心美少女にどっぷり中出し!!】 笑顔が可愛すぎる100点美少女が仕事初サボり! ずっとニコニコ楽しそうな姿と、職場不倫で毎日中出しのギャップに勃起がヤバイ!! 負けじと中出ししても収まらないチ●コを携え●●●で2回戦突入!!：今日、会社サボりませんか? 21 in 五反田 りんちゃん 21歳 歯科助手 | MIUM-632  | プレステージプレミアム |                |
| 10月3日  | 【超超超超～神美少女!】 坂道系アイドル級美少女のりんちゃん(19)は超絶お母さんっ子のめちゃイイ娘。だけどハメを外したいお年頃! 大好きなママの目を盗んでの背徳ドキドキSEXに未成熟オマ●コはだだ濡れ絶頂!!!の巻。：パコパコ女子大学 女子大生とトラックテントでバイト即ハメ旅 Report.123 りんちゃん 19歳 K大学 情報学部2年 | MIUM-634  | プレステージプレミアム |                |
| 10月6日  | 【超メロメロ級】22歳【絶対的逸材】りんちゃん参上! 強烈可愛い彼女の応募理由は『身も心も貧乏なんです…』お金無し彼氏無し【寂しい乙女】セックスレス美女は超敏感【高感度】イッても止めない激ピストンにメロメロ状態! 1000%美少女のガチイキSEX絶対に見逃すな! | ARA-458   | ARA                    |                |
| 10月18日 | 【どストライク! 理想カノジョ】 美少女イ●スタグラマーを彼女としてレンタル! 口説き落として本来禁止のエロ行為までヤリまくった一部始終を完全REC!! 水族館 & 展望台デートを楽しんだ後は、ホテルで恋人SEX!! スレンダーBODYにFカップ巨乳&ぷりんぷりんエロ尻を搭載した完璧カノジョ!! ボーイッシュなショートカット娘が、エロスイッチ入ると生チン欲しがりスケベ娘に豹変します!! 【今期一番エロいイキ顔】 凛ちゃん 21歳 イ●スタグラマー | MIUM-643  | プレステージプレミアム |                |
| 10月25日 | 【上々万全ハイクラス美女】イ●スタにエロい自撮りを載せる、料理学校の美人アシスタントをSNSナンパ!! 目を見張るほどの超美顔で、鍛え上げられたスタイルも抜群!! 電マをオシャカにするほど絶頂中毒なギャルが、メガチ●ポでひたすらにイキ狂う!!! 【イ●スタやりたガール。其の漆】 ユカ・600W 21歳 ヨガと筋トレが大好きな料理学校アシスタント                                                                                           | JNT-009   | Janet                  |                |
| 11月21日 | [生ハメ絶頂カーニバル] [超ド級の3連発射][熱狂の絶頂アーティスト] [超パイパン] イキざんま～い♪の始まりぜよ!! 絶頂より絶景かなぁ～～! 全てのギャルを凌駕する鬼イキ超獣ギャル! 生ハメ絶頂の連続で好機到来! そのイキ方まさに絶景! こんなにエロくてよかですか? ギャルすたグラム #004 [超パイパン絶頂アーティストギャル] あおい 20歳 アパレル店員                                                                                 | SGK-004   | はめチャンネル         |                |
| 11月27日 | 【電光石火絶頂】【無限イキ】【超ドM】【ダイナマイトパイパン】【首●め好き】セフレの女友達とヤリたいが為に始めたこの企画…2人目にしてジャンジャンバリバリフィーバークィーン! 好機到来! 激アツ必須! ヤッて到来イッて到来! 噂の女友達はヤバかった! ♯002 しろうとちゃん2人目 歯科助手りん | SGK-005   | はめチャンネル         |                |
| 12月24日 | 【配信専用】エチエチすぎる舌技レロレロベロチュー手コキで射精待った無し! 5 | FCH-070   | ふぇち党               | オムニバス作品 |
| 2021年   | |           |                        |                |
| 1月28日  | 【配信専用】全裸カタログ Vol.4 | ZRC-004   | MAGIC                  | オムニバス作品 |
| 2月11日  | 【配信専用】射精が止まらない! 超気持ちイイ美少女手コキ! 最終回 10人の美少女に手コキされまくる200分! | FCH-073   | ふぇち党               | オムニバス作品 |
| 2月13日  | りん | OPCYN-135 | おっぱいちゃん         |                |
| 2月20日  | りん 2 | OPCYN-141 | おっぱいちゃん         |                |
| 5月14日  | 【妄想主観】生徒と教師の純愛片思い逆NTR完全主観不倫物語 吉良りん | OTIM-072  | ONETIME                |                |
| 7月5日   | 無!? アイドル級ロリ美少女!? 148 32 に巨根をぶち込んでいく 吉良りん | NAEN-068  | NAGOYAか円光           |                |
| 7月13日  | 【快楽＞映えのミニマムボイン美少女!!】 水着写真撮影会のはずが…!! 緊急なまハメ宣言発令で露天風呂で!! シャワー室で!! もちろんベッドで映えてヌケル最高SEX動画撮影に成功いや…性交!! デカチン連続中出しで喘ぎ倒す美少女エロ過ぎヌキ過ぎ注意報発令!! _＃被写体希望_＃13 りんりん 20歳 / 映え間違いない!! ミニマム美巨乳の美女と水着撮影が盛り上がり…水着も絶景全裸もフル堪能3搾精SEX!!                                            | NTK-606   | プレステージプレミアム |                |
| 8月26日  | KIRA (19) 素人ホイホイ・セフレ・ショートカット・サバサバ・アニメ好き・スタイル抜群・ノリ・清楚・美乳・くびれ・ハメ撮り・サブカル・低身長・美少女 | MGMR-123  | 素人ホイホイFriends    |                |
| 2022年   | |           |                        |                |
| 3月29日  | 【キュンキュン締め付けてくるキツマン!!】 清楚系ショートカット美少女がパパ活おじさんのネットリ責めに何度もイカされちゃうハメ撮り!! えま | FCT-008   | 黒船                   |                |
| 10月16日 | 【中出し】厳選美少女にコスプレさせてオレの子を孕ませる!【酒呑●子】 吉良りん | SCOH-092  | スコッチ               |                |

### 女性向けアダルトビデオ
| 発売日  | タイトル                                             | 品番       | メーカー  | 備考   |        |
| 2022年  | 2022年                                               | 2022年     | 2022年    | 2022年 | 2022年 |
| ------- | ---------------------------------------------------- | ---------- | --------- | ------ | ------ |
| 6月22日 | ふれあう体温にドキドキ♪ 緊張エッチ 千歳小梅 吉良りん | SILKBT-031 | SILK LABO |        |        |
| 6月22日 | 撮りながらえっち。 向理來 吉良りん                   | SILKU-068  | SILK LABO |        |        |

### イメージDVD
| 発売日  | タイトル          | 規格品番 | 規格品番 | メーカー   | 備考   |
| 発売日  | タイトル          | DVD      | BD       | メーカー   | 備考   |
| 2020年  | 2020年            | 2020年   | 2020年   | 2020年     | 2020年 |
| ------- | ----------------- | -------- | -------- | ---------- | ------ |
| 1月25日 | ALL NUDE 吉良りん | OAE-199  |          | Aircontrol |        |

## 出演

### テレビ
- ビーチ9（2021年1月 - 2月、テレビ埼玉） - アシスタント

### ネット配信
- バラエティ開拓バラエティ 日村がゆく #126（2020年1月15日、AbemaTV）[12]
- 全裸監督2（2021年6月24日 全話配信、Netflix） - 1話、2話

## 書籍

### デジタル写真集
- 恋物語 〜AUTUMN〜【グラビア写真集】吉良りん（2021年4月9日、プレステージ出版、撮影：C:TAKERU）
- 恋物語 〜AUTUMN〜【ヌード写真集】吉良りん（2021年4月9日、プレステージ出版、撮影：C:TAKERU）

### 雑誌
- 月刊FANZA 2019年12月号（ジーオーティー） - インタビュー
- 週刊プレイボーイ 2019年12月23日号（集英社） - インタビュー「令和元年新人AV女優 キャッチフレーズ選手権!!」
- 月刊FANZA 2020年8月号（ジーオーティー） - インタビュー